# Sloanea dussii
Sloanea dussii är en tvåhjärtbladig växtart som beskrevs av Ignatz Urban. Sloanea dussii ingår i släktet Sloanea och familjen Elaeocarpaceae. Inga underarter finns listade i Catalogue of Life.